# Gabriel Vidal
Gabriel Vidal (Palma di Maiorca, 5 ottobre 1969) è un ex calciatore spagnolo, di ruolo centrocampista.

## Carriera

### Club
Cresce nel Real Mallorca con cui gioca per otto stagioni (cinque in Segunda División e tre nella Primera División).
Nel 1996 passa al Leganés per due stagioni di Segunda División, categoria nella quale poi milita fra il 1999 ed il 2001 con la maglia del Getafe.
In seguito milita nelle categorie inferiori con il Ciudad de Murcia, il Granada e l'Atletico Baleares.

### Nazionale
Ha fatto parte della selezione olimpica ai Giochi olimpici del 1992, dove vinse la medaglia d'oro.

## Palmarès

### Nazionale
- Oro olimpico: 1

Barcellona 1992